# Коляска (повесть)
«Коляска» — повесть Николая Васильевича Гоголя. Написана в 1835 году. Впервые напечатана в первом томе пушкинского «Современника» (апрель 1836). Пушкин по поводу этой повести в письме к Петру Плетнёву от 11 октября 1835 года писал: «Спасибо, великое спасибо Гоголю за его „Коляску“, в ней альманах далеко может уехать…».

## Сюжет
Действие разворачивается в городке Б. В нём «страх скучно», «до невероятности кисло», «чрезвычайно глупо», «на улице ни души, кроме случайного… петуха!». Но с прибытием кавалерийского полка всё изменилось: «улицы запестрели, оживились, словом, приняли совершенно другой вид». Офицеры оживили общество, кроме того, в городке появился генерал. Званые обеды, которые он часто устраивал, собирали много народа. Как правило, общество состояло из мужчин: «офицеров и некоторых окружных помещиков». Из помещиков наиболее известен был Пифагор Пифагорович Чертокуцкий. Когда-то он служил в одном из кавалерийских полков, но затем вышел в отставку по известной причине — «то ли он дал кому-то оплеуху, или ему дали её». Будучи в отставке, он бывал на всех праздниках, ярмарках; «всегда пронюхивал носом, где стоял кавалерийский полк» и «приезжал видеться с господами офицерами».
Однажды генерал устроил званый обед. Приехало несколько помещиков, офицеров, и среди прочих — Чертокуцкий. После обеда гости встали «с приятной тяжестью в желудках», а генерал решил показать гостям свою покупку: гнедую кобылу. Гости искренне восхищались красотой лошади, а Чертокуцкий поинтересовался: есть ли у генерала соответствующий экипаж для подобной лошади? Как оказалась, подходящего экипажа у генерала не было, тогда Чертокуцкий предложил ему свою коляску, удобную, вместительную и красивую. Рассчитывая выгодно организовать продажу коляски, Чертокуцкий пригласил генерала и офицеров на следующий день «отобедать и осмотреть коляску».
Обед в доме генерала затянулся до вечера: было много пунша, было много историй и выдумок. Когда решили разъезжаться, шёл третий час ночи. Явившись домой, Чертокуцкий мигом повалился на широкую супружескую кровать рядом со своей красивой женой и тотчас же уснул. Супруга его проснулась в полдень и, вспомнив, что Чертокуцкий приехал под утро, будить его не стала. Она вышла в сад и стала рассеянно глядеть на большую дорогу. «Безлюдную пустынность» неожиданно нарушило несколько экипажей, которые направлялись к дому Чертокуцкого. Одна из колясочек принадлежала генералу. Хозяйка дома в ужасе вскочила и побежала в дом будить супруга. Чертокуцкий «вскочил в одной рубашке». Из создававшегося положения был один выход — спрятаться самому, а слугам сказать, чтобы они объявили гостям о том, что «барина нет дома». Чертокуцкий побежал прятаться в экипажный сарай, но потом передумал, и влез в колясочку. Оказавшись в коляске, он закрыл за собой дверцы и «для большей безопасности» закрылся фартуком.
Экипажи подъехали к дому. Известие о том, что «барин уехал на весь день», вызвало негодование со стороны гостей. Однако потом решено было осмотреть коляску и без хозяина. Позвали конюха, объяснили ему, что хотят посмотреть, и он быстренько выкатил коляску из сарая. В коляске не было ничего особенного. Она была «самая обыкновенная», «самая неказистая». Но больше всего генерала и офицеров удивило другое…. Когда они открыли коляску, надеясь внутри увидеть «что-нибудь особенное», их взорам предстал Чертокуцкий, «сидящий в халате и согнувшийся необыкновенным образом». Увидев его, генерал тут же захлопнул дверцы и уехал вместе с офицерами.